# Дзельква
Дзельква (Zelkova) — рід квіткових рослин із родини в'язових (Ulmaceae). 6 видів роду тонкою смугою поширені від Сицилії до Японії.

## Види
Види:
1. Zelkova abelicea (Lam.) Boiss. — ендемік Криту
2. Zelkova carpinifolia (Pall.) K.Koch — сх. Туреччина, пн. і пн.-сх. Іран, Азербайджан, Вірменія, Грузія
3. Zelkova schneideriana Hand.-Mazz. — Тибет, пд.-цн, пд.-сх. і пн.-цн. Китай
4. Zelkova serrata (Thunb.) Makino — Китай, Корея, Курильські о-ви, Японія, Тайвань
5. Zelkova sicula Di Pasq., Garfi & Quézel — ендемік Сицилії
6. Zelkova sinica C.K.Schneid. — пд.-цн, пд.-сх. і пн.-цн. Китай

## Морфологія
Це листопадні дерева. Прилистків 2, вільні, лінійно-ланцетні. Листки розсічені, край від пилчастого до городчастого; жилкування перисте. Квітки з'являються одночасно з листям, полігамні. Чоловічі квітки: зібрані в проксимальній пазусі листя молодих гілочок. Оцвітина дзвоноподібна, 4–6(чи 7)-лопатева. Тичинки за кількістю дорівнюють часткам оцвітини. Жіночі та двостатеві квітки: зазвичай поодинокі або рідше по 2–4 зібрані в дистальних пазухах молодих гілочок. Оцвітина 4–6-роздільна, листочки оцвітини черепицеподібні. Кістянки косі, дорсально кілеві; ендокарпій твердий; оцвітина стійка. Насіння злегка стиснуте, верхівка увігнута. 2n = 28.

## Екологія
Рід Zelkova був поширений у Північній Європі та Північній Америці аж до пліоцену. Однак велике плейстоценове зледеніння обмежило рід його нинішнім ареалом, де мало місце лише місцеве зледеніння. Види Zelkova були важливими елементами величезних лісів, які переважали по всій Північній півкулі протягом більшої частини кайнозойського періоду.

## Етимологія
Назва Zelkova походить від рідної назви Z. carpinifolia грузинською мовою, про що свідчить грузинська назва ძელქვა (dzelkva), від ძელი (dzeli), що означає «стовп» і ქვა (ква) означає «скеля», «камінь». Дерево часто використовувалося для виготовлення твердих, як камінь, і міцних брусків для будівництва та меблів.

## Використання
Дерева Zelkova carpinifolia, Zelkova schneideriana і Zelkova serrata збирають із дикої природи заради деревини; також вирощується як декоративні рослини в парках і великих садах.